# ميشيل ريزي
ميشيل ريزي (بالألمانية: Michele Rizzi)‏ هو لاعب كرة قدم ألماني في مركز الوسط، ولد في 13 أبريل 1988 في شتوتغارت في ألمانيا. لعب مع شتوتغارت كيكرز ونادي شتوتغارت.

## وصلات خارجية
- ميشيل ريزي على موقع قاعدة بيانات كرة القدم.إي يو (الإنجليزية)
- ميشيل ريزي على موقع Soccerway.com (الإنجليزية)
- ميشيل ريزي على موقع عالم كرة القدم.نت (الإنجليزية)